# Xã Wheeling, Quận Belmont, Ohio
Xã Wheeling (tiếng Anh: Wheeling Township) là một xã thuộc quận Belmont, tiểu bang Ohio, Hoa Kỳ. Năm 2010, dân số của xã này là 1.691 người.